# Jacqueline Larma
Jacqueline Arzt Larma (née à New York) est une photographe américaine, lauréate du prix Pulitzer 1995.

## Biographie
Elle travaille pour l'Associated Press au sein de l'équipe de photographes avec qui elle remporte le prix Pulitzer en 1995, conjointement avec Javier Bauluz, Jean-Marc Bouju et Karsten Thielker pour, selon les termes de la commission Pulitzer, « son portfolio de photos montrant l'horreur et la dévastation au Rwanda ».